# Cristòfol Salvañach
Cristòfol Salvañach, també conegut com a Cristóbal Salvañach (Catalunya, 1791? - † Montevideo, Uruguai, 1830?), fou un comerciant uruguaianocatalà que va invertir en les obres públiques per a la modernització de la ciutat de Montevideo. Executiu i home de negocis, Salvañach va ser propietari d'importants construccions que avui pertanyen a l'estat uruguaià. El museu artístic de Montevideo li va pertànyer fins a l'any 1820.
Va morir cap a la dècada de 1830. La seva vídua va morir quatre anys després, el 1834, assassinada presumptament per les seves esclaves negres. Després del tràgic incident, la residència va ser comprada per Fructuoso Rivera, polític i militar uruguaià, primer president de la República.
Les cartes de Salvañach, en èpoques de la lluita per l'emancipació i de la declaració de la independència de l'Uruguai, han servit de base per a nombrosos estudis històrics i filològics.